# Dietmar Molthagen
Dietmar Molthagen (* 26. Dezember 1974 in Hamburg) ist ein deutscher Politikwissenschaftler und Historiker. Seit Juni 2023 ist er Landesgeschäftsführer der SPD Hamburg.

## Werdegang
Nach dem Abitur, das er 1994 in Hamburg-Rahlstedt ablegte, studierte er Geschichte, Politikwissenschaft und Evangelische Theologie in Hamburg und Leicester.
Im Anschluss an seinen Magister Artium promovierte Dietmar Molthagen als Stipendiat des Evangelischen Studienwerks Villigst an der Universität Hamburg. 2004 schloss er seine Promotion ab; er schrieb seine These über das Liverpooler und Hamburger Bürgertum während des Ersten Weltkriegs.
Nach der Promotion begann er eine Tätigkeit bei der Friedrich-Ebert-Stiftung. Dort war er als Projektleiter und insbesondere im Bereich der Politikberatung sowie als Experte für Migration und Rechtsextremismus beschäftigt.
Parallel zu seinem Wirken im politischen Umfeld arbeitet er als Dozent und Lehrbeauftragter, wo er in Bachelor- und Masterseminaren in Themen wie „Lobbying und politische Kommunikation“ oder „Rechtsextremismus in Deutschland: Ideologie, Strukturen, Strategien“ unterrichtet.
Von Oktober 2018 bis Mai 2023 war er Leiter des Julius-Leber-Forums, des Regionalbüros der Friedrich-Ebert-Stiftung für die Bundesländer Bremen, Hamburg und Schleswig-Holstein.
Dietmar Molthagen ist verheiratet und wohnt in Berlin und Hamburg. Er engagiert sich seit vielen Jahren ehrenamtlich gegen Rechtsextremismus, für Bildung, mehr Europa und in der evangelischen Kirche.

## Publikationen (Auswahl)
- Das Ende der Bürgerlichkeit? Liverpooler und Hamburger Bürgerfamilien im Ersten Weltkrieg. Göttingen 2007 (Dissertation).
- mit Oliver Decker: Das Problem ist die Mitte. Studie über rechtsextreme Einstellungen in Deutschland. In: Frankfurter Hefte / Neue Gesellschaft. 10/2007, S. 12–14.
- Rechtsextreme Einstellungen in Deutschland. In: Dietmar Molthagen u. a. (Hg.): Lern- und Arbeitsbuch gegen Rechtsextremismus – Handeln für Demokratie. Bonn 2008, S. 26–37.
- Hilfe, mein Nachbar ist Nazi! In: Berliner Republik. 1/2012, S. 45–46.
- Fundamentalismus und Demokratie. In: W. Eppler (Hg.): Fundamentalismus als religionspädagogische Herausforderung. Göttingen 2015, S. 231–248.
- mit T. Faas und T. Mörschel: Demoskopie und Demokratie. Eine Einführung. In: Dietmar Molthagen, T. Faas und T. Mörschel (Hg.): Demoskopie und Demokratie. Springer VS, Wiesbaden 2016, S. 1–6.
- mit E. Körting und B. Öney: Was ist zu tun? Deutschland zwischen islamistischem Extremismus und Islamfeindlichkeit. Friedrich-Ebert-Stiftung, Berlin 2017.
- mit S. Molthagen-Schnöring: Vertrauen – politischer Kampfbegriff oder Zukunftshoffnung? In: Frankfurter Hefte / Neue Gesellschaft. 1/2018, S. 22–24.
- Lasst uns reden! Wie Kommunikation in Politik, Wirtschaft und Gesellschaft gelingt. Verlag J.H.W. Dietz, Bonn 2019.

| Personendaten    | Personendaten                                   |
| ---------------- | ----------------------------------------------- |
| NAME             | Molthagen, Dietmar                              |
| KURZBESCHREIBUNG | deutscher Politikwissenschaftler und Historiker |
| GEBURTSDATUM     | 26. Dezember 1974                               |
| GEBURTSORT       | Hamburg                                         |